# دراغوليوب برنوفيتش
دراغوليوب برنوفيتش (مواليد 2 نوفمبر 1963) هو لاعب كرة قدم. يلعب مع منتخب يوغوسلافيا لكرة القدم. سبق له أن لعب في كأس العالم لكرة القدم مع منتخب بلاده.

## روابط خارجية
- دراغوليوب برنوفيتش على موقع الاتحاد الدولي (مؤرشف)  (الإنجليزية)
- دراغوليوب برنوفيتش على موقع قاعدة بيانات كرة القدم.إي يو (الإنجليزية)
- دراغوليوب برنوفيتش على موقع ناشيونال فوتبول تيمز (الإنجليزية)
- دراغوليوب برنوفيتش على موقع Soccerway.com (الإنجليزية)
- دراغوليوب برنوفيتش على موقع عالم كرة القدم.نت (الإنجليزية)
- دراغوليوب برنوفيتش على موقع أوليمبيديا (الإنجليزية)